# Somewhere I Belong
Somewhere I Belong is een nummer van rockgroep Linkin Park. Het werd in 2003 als leadsingle van hun tweede studioalbum Meteora uitgebracht en behaalde in veel landen de top twintig. Het werd goed ontvangen door de critici, hoewel het als een tweede "In the End" werd gezien. Desondanks was het van alle singles de single die de meeste lijsten behaalde.

## Achtergrondinformatie
De band schreef meer dan veertig verschillende versies van het refrein en herschreef het elke keer om het precies goed te laten klinken.
Het nummer was al een lange tijd voor de rest van het album afgerond, op het mixen na. Een gedeelte van het nummer is te horen op de dvd Frat Party at the Pankake Festival, waarin Shinoda is te zien die aan het nummer werkt en de intro laat horen. De akoestische gitaarintro is afkomstig van Chester Bennington. Maar Mike Shinoda besloot het stukje in gedeeltes gehakt en achterstevoren in te spelen. Ondanks dat het nummer maar drie minuten en 34 secondes duurt, is het het langste liedje van het album. Het begint met de achterstevoren gespeelde sample, waar na twee maten het akoestische gitaarspel intreedt. Deze gaat ook twee maten mee, waarna de elektrische gitaardistortion begint. De eerste twee coupletten bestaan uit de sample, het (akoestische) gitaarspel en de raps van Shinoda. Het refrein is gelijk de intro vanaf de vierde maat, met Bennington op de vocalen en Shinoda die een regel rapt. De brug wordt door Bennington gezongen met een andere riff die snel van toon verandert. In de Making of Meteora, dat op de speciale editie van het album staat, zegt producer Don Gilmore dat dit het eerste nummer is met positieve songteksten erop van de band.
Vanaf Projekt Revolution-Tour 2004, heeft "Somewhere I Belong" een andere intro. Shinoda begint met een gitaarriff terwijl drummer Rob Bourdon een nieuw uitgebreide drumintro speelt. Leadgitarist Brad Delson komt dan in met de riff dat te horen is in de coupletten en dan gaat het nummer over in de hevige distortion. De gitaarriff werd in de Projekt Revolution in 2007 weer veranderd. Vanaf 2008 werd weer de studioversie gespeeld.

## Videoclip
De videoclip, geregisseerd door Joseph Hahn, laat de band zien die het nummer speelt voor een vuur, met afgewisselde scènes waar Shinoda rapt voor een waterval met daarachter opnieuw een vuur, en met onbekende figuren om zich heen. Ook zijn er scènes met het gezicht van Bennington ingezoomd te zien. De videoclip begint met Bennington, liggend op een bed dat door een onzichtbare kracht omhoog getrokken wordt. In zijn kamer zijn verschillende speelgoedrobotjes te zien. Ook zijn er Chinese karakters te zien, die water en vuur voorstellen. De clip is in een Salvador Dalí-stijl.
Op LPTV, waarin elke week een video van een paar minuten werd uitgebracht, was in een aflevering te zien hoe de clip werd gemaakt. Een langere versie ervan is te zien in het programma  MTV Making the Video: Linkin Park - Somewere I Belong. De videoclip werd beloond als "Best Rock Video" tijdens de MTV Video Music Awards in 2003. De videoclip van "Somewhere I Belong" is de eerste videoclip die de lucht in ging bij Fuse TV.

## Release
Australië
- Radio: 24 februari 2003
- Videoclip: 3 maart 2003
- Cd-single: 18 maart 2003

 Hongkong
- Radio: 25 februari 2003

 Japan
- Cd-single: 26 maart 2003

 Nederland
- Cd-single: 14 maart 2003

 Verenigde Staten
- Radio: 13 maart 2003
- cd-single: 25 maart 2003

## Tracklist

### Cd-single 1
1. "Somewhere I Belong" (Album Version) - 03:35

### Cd-single 2
1. "Somewhere I Belong" (Album Version) - 03:35
2. "Step Up" (Live Projekt Revolution Tour 2002) - 04:15

### Cd-single 3
1. "Somewhere I Belong" (Album Version) - 03:35
2. "Step Up" (Live Projekt Revolution Tour 2002) - 04:15
3. "My December" (Live Projekt Revolution Tour 2002) - 04:27

### Radio-cd
1. "Somewhere I Belong" - 03:37

### Taiwanese cd-single + interview
1. "Bandintroductie"
2. "Somewhere I Belong" (Instrumental Snippet) - 00:26
3. "Meteora/Somewhere I Belong" (Interview)
4. "Somewhere I Belong" (Album Version) - 03:35
5. "Fan Club Tour and the Video" (Interview)

### 7" vinyl
- A-kant: "Somewhere I Belong" (Album Version) - 03:35
- B-kant: "Step Up" (Live Projekt Revolution Tour 2002) - 04:15

### Street Team Sampler cd
1. "Somewhere I Belong" (Album Version) - 03:35
2. "Lying from You" (Album Version) - 02:555

## Hitlijsten
"Somewhere I Belong" kwam in week twaalf van 2003 de Nederlandse Top 40 binnen op #22 en steeg de week erop door naar de zestiende plek. De weken erna zakte het en na zes weken, verliet het de lijst. In de Verenigde Staten werd het nummer op 18 maart naar de radiostations verstuurd en bereikte de Billboard Hot 100 Airplay en kwam de Billboard Hot 100 binnen op #47. Het reikte tot de 32e in haar vijftiende week en bleef in totaal twintig weken in de lijst. De single bereikte de meeste van de Billboardlijsten en topte de Mainstream Rock Tracks en de Modern Rock Tracks lijsten. "Somewhere I Belong" werd in Canada ook in maart naar de radiostations gestuurd. Het bereikte de 3e positie en is daarmee de hoogste Canadese notering van de band, samen met "New Divide" uit 2009. Het debuteerde in het Verenigd Koninkrijk op nummer tien, wat ook meteen haar top was. "Somewhere I Belong" werd in Australië, Nieuw-Zeeland en Europa in mei van dat jaar uitgebracht. Het bereikte de top tien in landen als Nieuw-Zeeland, Brazilië, Ierland, Japan en Canada en was een top 20 succes in Duitsland, Italië, Oostenrijk, Zweden en Australië. Het behaalde de top dertig in Frankrijk en de top veertig in Vlaanderen.
| Lijst                               | Piek | Bron  |
| ----------------------------------- | ---- | ----- |
| Australische ARIA Chart Singles     | 13   | [ 1 ] |
| Amerikaanse Billboard Hot 100       | 32   | [ 2 ] |
| Britse UK Singles Chart             | 10   | [ 3 ] |
| Franse Singles Chart                | 32   | [ 4 ] |
| Duitse Musikmarkt Top 100           | 12   | [ 3 ] |
| Ierse Singles Chart                 | 4    | [ 3 ] |
| Italiaanse Singles Chart            | 14   | [ 4 ] |
| Nieuw-Zeelandse RIANZ Singles Chart | 1    | [ 4 ] |
| Nederlandse Top 40                  | 16   | [ 5 ] |
| Nederlandse Single Top 100          | 16   | [ 4 ] |
| Oostenrijkse Singles Chart          | 16   | [ 4 ] |
| US Billboard Modern Rock Tracks     | 1    | [ 2 ] |
| US Billboard Mainstream Rock Tracks | 1    | [ 2 ] |
| Vlaamse Ultratop 50                 | 13   | [ 4 ] |
| Waalse Ultratop 40                  | 12   | [ 4 ] |
| Zweedse Singles Chart               | 19   | [ 4 ] |
| Zwitserse Singles Chart             | 15   | [ 4 ] |

| Somewhere I Belong in de Nederlandse Top 40 - binnen: 21 maart 2003 | Somewhere I Belong in de Nederlandse Top 40 - binnen: 21 maart 2003 | Somewhere I Belong in de Nederlandse Top 40 - binnen: 21 maart 2003 | Somewhere I Belong in de Nederlandse Top 40 - binnen: 21 maart 2003 | Somewhere I Belong in de Nederlandse Top 40 - binnen: 21 maart 2003 | Somewhere I Belong in de Nederlandse Top 40 - binnen: 21 maart 2003 | Somewhere I Belong in de Nederlandse Top 40 - binnen: 21 maart 2003 | Somewhere I Belong in de Nederlandse Top 40 - binnen: 21 maart 2003 |
| Week                                                                | 1                                                                   | 2                                                                   | 3                                                                   | 4                                                                   | 5                                                                   | 6                                                                   |                                                                     |
| ------------------------------------------------------------------- | ------------------------------------------------------------------- | ------------------------------------------------------------------- | ------------------------------------------------------------------- | ------------------------------------------------------------------- | ------------------------------------------------------------------- | ------------------------------------------------------------------- | ------------------------------------------------------------------- |
| Nummer                                                              | 22                                                                  | 16                                                                  | 22                                                                  | 25                                                                  | 25                                                                  | 31                                                                  | uit                                                                 |

| Somewhere I Belong in de Single Top 100 Binnen: 22 maart 2003 | Somewhere I Belong in de Single Top 100 Binnen: 22 maart 2003 | Somewhere I Belong in de Single Top 100 Binnen: 22 maart 2003 | Somewhere I Belong in de Single Top 100 Binnen: 22 maart 2003 | Somewhere I Belong in de Single Top 100 Binnen: 22 maart 2003 | Somewhere I Belong in de Single Top 100 Binnen: 22 maart 2003 | Somewhere I Belong in de Single Top 100 Binnen: 22 maart 2003 | Somewhere I Belong in de Single Top 100 Binnen: 22 maart 2003 | Somewhere I Belong in de Single Top 100 Binnen: 22 maart 2003 | Somewhere I Belong in de Single Top 100 Binnen: 22 maart 2003 | Somewhere I Belong in de Single Top 100 Binnen: 22 maart 2003 | Somewhere I Belong in de Single Top 100 Binnen: 22 maart 2003 |
| Week                                                          | 1                                                             | 2                                                             | 3                                                             | 4                                                             | 5                                                             | 6                                                             | 7                                                             | 8                                                             | 9                                                             | 10                                                            | uit                                                           |
| ------------------------------------------------------------- | ------------------------------------------------------------- | ------------------------------------------------------------- | ------------------------------------------------------------- | ------------------------------------------------------------- | ------------------------------------------------------------- | ------------------------------------------------------------- | ------------------------------------------------------------- | ------------------------------------------------------------- | ------------------------------------------------------------- | ------------------------------------------------------------- | ------------------------------------------------------------- |
| Nummer                                                        | 29                                                            | 15                                                            | 14                                                            | 28                                                            | 30                                                            | 33                                                            | 40                                                            | 52                                                            | 66                                                            | 81                                                            | uit                                                           |

| Somewhere I Belong in de Ultratop 50 Binnen: 5 april 2003 | Somewhere I Belong in de Ultratop 50 Binnen: 5 april 2003 | Somewhere I Belong in de Ultratop 50 Binnen: 5 april 2003 | Somewhere I Belong in de Ultratop 50 Binnen: 5 april 2003 | Somewhere I Belong in de Ultratop 50 Binnen: 5 april 2003 | Somewhere I Belong in de Ultratop 50 Binnen: 5 april 2003 | Somewhere I Belong in de Ultratop 50 Binnen: 5 april 2003 | Somewhere I Belong in de Ultratop 50 Binnen: 5 april 2003 | Somewhere I Belong in de Ultratop 50 Binnen: 5 april 2003 |
| Week                                                      | 1                                                         | 2                                                         | 3                                                         | 4                                                         | 5                                                         | 6                                                         | 7                                                         | uit                                                       |
| --------------------------------------------------------- | --------------------------------------------------------- | --------------------------------------------------------- | --------------------------------------------------------- | --------------------------------------------------------- | --------------------------------------------------------- | --------------------------------------------------------- | --------------------------------------------------------- | --------------------------------------------------------- |
| Nummer                                                    | 39                                                        | 45                                                        | 40                                                        | 34                                                        | 36                                                        | 33                                                        | 43                                                        | uit                                                       |

## Personeel
- Linkin Park
  - Chester Bennington: Leadzanger
  - Rob Bourdon: Drummer
  - Brad Delson: Leadgitaar
  - Dave "Phoenix" Farrell: Bassist
  - Joseph Hahn: DJ, Scratching, sampling
  - Mike Shinoda: Vocalen (rapping en achtergrond), keyboards, ritmische gitarist, sampling
- Producer: Don Gilmore, Linkin Park
- Mixer: Andy Wallace